# Vaishnavi Sundar
Vaishnavi Sundar (Avadi, 8 de juny del 1986) és una escriptora, cineasta i activista feminista índia. Va fer el primer llargmetratge documental a l'Índia sobre assetjament sexual laboral, But What Was She Wearing?, el 2018. Va fundar Women Making Films, que lluita per a trencar el sostre de vidre que pateixen les dones en el món cinematogràfic. També fundà la productora Lime Soda Films.

## Biografia
Va nàixer a Avadi, un suburbi de l'estat de Tamil Nadu, amb capital a Chennai. Es va llicenciar en comerç en l'Ethiraj College of Women de Chennai i feu un postgrau en administració d'empreses en la Universitat d'Anna.
Començà a actuar en el Teatre Nisha. També va escriure les seues pròpies obres. Assistí al "The Actor's Voice" de Bill Wright en el Conservatori Reial d'Escòcia de Glasgow, i a un taller de teatre físic amb Anita Santhanam, graduada en l'Escola Internacional d'Arts Escèniques de Londres. Fou actriu de cinema a partir del 2010, i el 2013 fa el seu primer treball cinematogràfic, Pava.

### Trajectòria com a actriu
Començà com a actriu en el Teatre Nisha. Durant 7 anys actuà en moltes obres: The Pregnant King, The Red Queens of the Black Night, Siri Sampige, The Particle Collider i Fire and the Rain, etc. Va guanyar el premi a la millor actriu pel seu paper en The Particle Collider. Després, va dirigir quatre obres de teatre: To Write my Epitaph, The Lilac Tiquet, A Beautiful Mind i Chitrangada (A Monologue), per dues de les quals li donaren el premi a la millor direcció i obra del dia de Short and Sweet. Havia escrit i produït A Beautiful Mind i Chitrangada. Vaishnavi també ha actuat en el Festival Soorya i en el Sampriti de Rangashankara.
Com a artista de veu, ha treballat en sèries de televisió, com ara Nickelodeon Ninja Hattori, Perman i en la pel·lícula coreana Tidal Wave (2009).

### Trajectòria com a cineasta
La seua primera pel·lícula s'estrenà el 2014, Pava, una història sobre la relació entre una xiqueta i un barber. Es va presentar en molts festivals de cinema de l'Índia i en altres indrets com Eslovènia, l'Afganistan i Nova York. La segona pel·lícula, The Catalyst, arribà el 2015, un projecte de micromecenatge amb una plataforma independent. La pel·lícula es va inspirar en Taxi Driver de l'escriptor indi Kartar Singh Duggal. The Catalyst és una obra de debat i formació per al desenvolupament de tallers sobre el treball de les dones al cinema en l'India. A l'agost del 2015, va dirigir un documental sobre paleontologia, Unearthing The Treasures of Ariyalur, centrat en els fòssils descoberts a Ariyalur, un petit poble de Tamil Nadu, i és el primer documental indi sobre fòssils. Durant un curt viatge a Gangtok, Sikkim, Vaishnavi feu un breu documental sobre la vida d'una dona policia de trànsit, titulat Aage Jake Left. La pel·lícula se centra en la situació i el valor de les dones del nord-est de l'Índia. Es projectà en el Festival de Cinema Feminista de Londres i en el Pakistan International Women's Film Festival.
El seu documental But what was she wearing? (Però com anava vestida?) exposa l'assetjament sexual laboral a l'Índia en relació amb la Llei d'Assetjament Sexual en el Lloc de Treball del 2013 i "planteja les expectatives i realitats de reparació" sobre la base d'aquesta llei. El documental s'ha emés en ciutats índies i se n'han fet ressò els principals mitjans de comunicació, com ara The News Minute, Scroll, Newslaundry, The Quint, Silverscreen.in, Vikatan, Theekathir i Indian Express.

### Trajectòria com a escriptora
Vaishnavi ha escrit sobre temes relacionats amb cinema, feminisme i justícia social a l'Índia i ha col·laborat amb plataformes en línia com Women's Voices Now i The Hindu. També és col·laboradora independent de TheNewsminute, Scroll, The Ladies Finger, Firstpost, The Swaddle, Provoke Magazine, Worldpulse Silverscree.in, Ozy, etc.

### Trajectòria com a activista
Vaishnavi començà com a activista amb una campanya de denúncia d'un reportatge de la revista Kumudam Reporter en contra de l'ús de pantalons per les dones. La campanya s'anomenà #OurClothesOurChoice, i aconseguí eliminar la versió en línia de la revista. També va fer una campanya contra l'exaltació dels crims contra les dones en el cinema tàmil. Juntament amb Iswarya, un investigador de Chennai, Vaishnavi participà en debats i va produir un vídeo que demanava el boicot de pel·lícules que enalteixen l'assetjament i la violència masclista.
Una altra campanya ha estat en favor dels drets reproductius a l'Índia amb l'intent revolucionari de fer que les píndoles anticonceptives d'emergència siguen disponibles sense recepta en l'estat de Tamil Nadu. Inicià una petició en línia de recollida de signatures denunciant que Tamil Nadu és l'únic estat que té una prohibició que no es basa en cap fonament legal: la píndola està prohibida perquè el govern de Tamil Nadu creu que no és "moral". La campanya es feu viral, amb més de 1.500 signatures. Per aquesta campanya fou premiada per World Pulse, una xarxa social mundial sobre drets de les dones.
Al novembre de 2017, Vaishnavi fou convidada per Al Jazeera en el debat sobre la pel·lícula de Bollywood Padmavati, que havia creat controvèrsia. Vaishnavi defensà la necessitat d'una cinematografia que aborde qüestions reals com la pobresa, la violació i l'escassetat d'espai segur per a les dones a l'Índia, en lloc d'enaltir els elements que assassinen en nom de la cultura índia.
En el seu documental But What Was She Wearing? (Però com vestia?) sobre l'assetjament sexual contra les dones en sectors com la construcció i el treball agrícola, en què es denuncia la manca d'estructura per a la reparació que hi ha en les grans empreses corporatives, té com a objectiu educar (amb col·laboracions amb organitzacions i ONG) aquestes dones sobre els seus drets projectant la pel·lícula en petits pobles de l'Índia.
Amb aquest documental l'equip de Vaishnavi vol aconseguir l'atenció dels responsables polítics per esmenar la Llei d'Assetjament sexual de les dones en el lloc de treball (prevenció, prohibició i mitigació) del 2013, perquè siga efectiva, en comptes d'una legislació "sobre el paper" amb poques conseqüències. La pel·lícula ja està programada per a projectar-se en universitats de l'Índia com a part del programa de sensibilització. Des de la primera projecció de la pel·lícula a Chennai, molts directors s'han acostat a l'equip per a projectar la pel·lícula en el seu lloc de treball per als seus empleats. La pel·lícula serveix com a punt de partida per a debatre la igualtat i la consciència sobre la violència masclista contra les dones, en un estat on la consciència sobre el tema és pobra.
Vaishnavi també lluita per la reclamació de restablir els drets de les dones basats en el sexe, amb la Campanya dels Drets Humans de les Dones (WHRC), una xarxa de dones de més de 95 estats. Les signatàries subscriuen la declaració d'eminents feministes com Sheila Jeffreys i Heather Brunksell Evans. La declaració "En defensa dels drets de les dones. Contra l'erosió de la nostra protecció en nom de la diversitat" sobre els drets de les dones basada en el sexe fou creada per Women's Human Rights Campaign WHRC per a reclamar als estats que mantinguen un llenguatge que protegisca les dones i xiquetes sobre la base del sexe en comptes del "gènere" o la "identitat de gènere".

## Women Making Films
Women Making Films és una plataforma en línia fundada per Vaishnavi per a fer visible el treball de les dones en el cinema de l'Índia, i denuncia la manca d'igualtat d'oportunitats entre hòmens i dones en la indústria cinematogràfica. El fòrum connecta les cineastes de l'Índia i del món. Aquesta comunitat crea un campus en línia per a la promoció de dones cineastes, els seus treballs, etc., mitjançant blocs, tallers, programes de tutoria i molt més.
La plataforma ha reunit importants dones cineastes índies i foranes, com ara Debalina Majumdar, Annupamaa, Iram Parveen Bilal, Revathy S. Varmha i Beena Sarwar. A banda d'articles innovadors sobre cinema i aspectes tabú de la societat, Vaishnavi ha entrevistat artistes com ara Tannishtha Chatterjee, Megha Ramaswamy, Rajshri Deshpande, Anuradha Menon i Nina Paley. Amb Women Making Films, Vaishnavi ha col·laborat amb organitzacions educatives i cinematogràfiques com Goethe Institut, LaGuardia Community College i l'Institut de Cinema i Televisió Satyajit Ray, i ha organitzat festivals de cinema i projeccions. El primer acte més reeixit en fou The First Festival, un intent de projectar pel·lícules fetes per dones en tota l'Índia, l'únic acte en què es van projectar 15 pel·lícules de dones de 7 estats en 10 ciutats de l'Índia. També va generar discussions sobre sexisme i la discriminació sexista en el cinema, en tots els llocs on es va realitzar.(39) El Primer Festival ajuntà diferents col·laboradores que projectaren pel·lícules en les seues instal·lacions.(39) Women Making Films té un calendari d'actes en curs amb projeccions, festivals de cinema i tallers durant tot l'any.
Women Making Films continua sent la veu de les cineastes del món, amb membres de més de 19 estats i 32 departaments únics en què són expertes.

## Teatre
| Any  | Nom                               | Llengua | Rol                 |
| ---- | --------------------------------- | ------- | ------------------- |
| 2010 | The Pregnant King                 | anglés  | Actriu              |
| 2010 | Red Queens of the Dark Night      | anglés  | Actriu              |
| 2011 | Shadjam                           | anglés  | Actriu              |
| 2011 | Mathemagician                     | anglés  | Actriu              |
| 2012 | Shadjam                           | anglés  | Actriu              |
| 2013 | The Brave Tin Soldier             | anglés  | Actriu              |
| 2013 | The Little Match Girl             | anglés  | Actriu              |
| 2013 | The Fire and the Rain             | anglés  | Actriu              |
| 2013 | The Lilac Ticket                  | anglés  | Directora           |
| 2013 | The Particle Collider             | anglés  | Actriu              |
| 2013 | Romancing Guy Maupassant in India | anglés  | Actriu              |
| 2013 | The fire and the rain             | anglés  | Actriu              |
| 2014 | Siri Sampige                      | anglés  | Actriu              |
| 2014 | Late for school                   | anglés  | Actriu              |
| 2014 | To Write My Epitaph               | anglés  | Directora           |
| 2014 | Solladi Siva sakti                | tàmil   | Actriu              |
| 2016 | Chitrangadha                      | anglés  | Escriptora i actriu |

## Filmografia
| Any   | Nom                               | Idioma              | Paper                                       |
| ----- | --------------------------------- | ------------------- | ------------------------------------------- |
| 2010  | Naanum oru penn (També soc dona)  | Tàmil               | Actriu                                      |
| 2010  | Llar, dolça llar                  | Tàmil               | Actriu                                      |
| 2011  | Sense sucre                       | Tàmil               | Actriu                                      |
| 2013  | La impossibilitat del diàleg      | Hindi               | Actriu                                      |
| 2014  | PAVA                              | Tàmil, malayalam    | Escriptora, directora                       |
| 2014  | Vela Taaralu                      | Telugu              | Subgerent                                   |
| 2014  | Objecció revocada                 | Tàmil               | Actriu                                      |
| 2014  | Desplaçament urbà                 | Anglés              | Actriu                                      |
| 2014  | Dwaraka                           | Hindi               | Actriu                                      |
| 2014  | Samyuktam                         | Telugu              | Subgerent                                   |
| 2014  | Tin un somni                      | Kannada             | Subgerent                                   |
| 2015  | El catalitzador                   | Kannada             | Escriptora, directora                       |
| 2016  | Descobrint els tresors d'Ariyalur | Anglés              | Directora                                   |
| 2016  | Marupadi                          | Malayalam           | Actriu                                      |
| 2017  | Aage Jake Esquerra                | Hindi               | Directora, directora de fotografia, editora |
| 2018  | Amb quin final?                   | Anglés / tàmil      | Directora, productora executiva             |
| 2018  | Però com vestia?                  | Diverses llengües   | Directora, productora executiva             |
| 2018  | L'úter del xacal                  | (sense referències) | Directora, productora executiva             |
| 2019  | El segell                         | Anglés / hindi      | Productora                                  |
| 20... | Laments silenciats                | Anglés              | Escriptora, actriu, productora              |

## Festivals i projeccions

### But What Was She Wearing?
- Selecció oficial - Festival Internacional de Cinema Femení Udada, Kenya, 2018

- Selecció oficial - Nominat (Millor Pel·lícula) Festival Internacional de Cinema de Talents Independents, 2018
- Selecció oficial - Colorado International Activism Film Festival, 2019
- Selecció oficial - 6é Festival Internacional de Documentals dels Premis Ierapetra, 2019

### Amb quin final?
- Selecció oficial - Pitch Her Productions' Riveter Sèries: #MeToo, Nova York City, USA 2018
- Concurs de selecció oficial - Women International Film Festival. Islamabad, Pakistan, 2018
- Selecció oficial: Cut the Gap! The HeForShe Vienna Gender Equality Short Film Day, Àustria 2018

### Aage Jake Left
- Concurs de selecció oficial - Festival Internacional de Cinema de Dones. Islamabad, Pakistan, 2017
- Concurs de selecció oficial - Cinema Sister Women Women. Manchester, Regne Unit, 2017
- Concurs de selecció oficial - Festival de cinema feminista de Londres. Regne Unit, 2017

### Unearthing The Treasures Of Ariyalur
- Selecció oficial - Festival Internacional de Cineastes Dones, Gauhati, Índia, 2016
- Concurs de selecció oficial - Festival Internacional de Documentals i Curtmetratges Kerala Trivandrum, Índia, 2016
- Concurs de selecció oficial - Segon concurs de documentals curts de Docademia, Chicago, Estats Units, 2017

### The Catalyst
- Selecció oficial - Festival Internacional de Cineastes Dones, Gauhati, Índia, 2016
- Selecció oficial - Festival Internacional de Curtmetratges, Bangalore, Índia, 2015

### Pava
- Concurs de selecció oficial - Festival Internacional de Documentals i Curtmetratges Kerala Trivandrum, 2014
- Selecció oficial - Festival Internacional de Curtmetratges de Bangalore, 2014
- Concurs oficial de selecció - Alpavirama - Festival de curtmetratges del sud d'Àsia Índia, Ahmadabad, 2014
- Selecció oficial - IAWRT - Asian Women's Film Festival, Delhi, 2015
- Selecció oficial - festival infantil Anthropo, Eslovènia, 2015
- Selecció oficial - Festival d'Arts Escèniques Under The Tin Roof, Mumbai, 2015
- Selecció oficial - Festival Internacional de Cinema Femení, Afganistan, 2015
- Selecció oficial - FLO Film Festival, Mumbai, 2016
- Selecció oficial - Festival Internacional de Cineastes Dones, Gauhati, 2016
- Selecció oficial - Festival Women Making Films, Nova York, 2016
- Guanyador - Festival Internacional de Cinema de Dones. Islamabad, Pakistan, 2018